# Marcelo Mendiharat Pommies

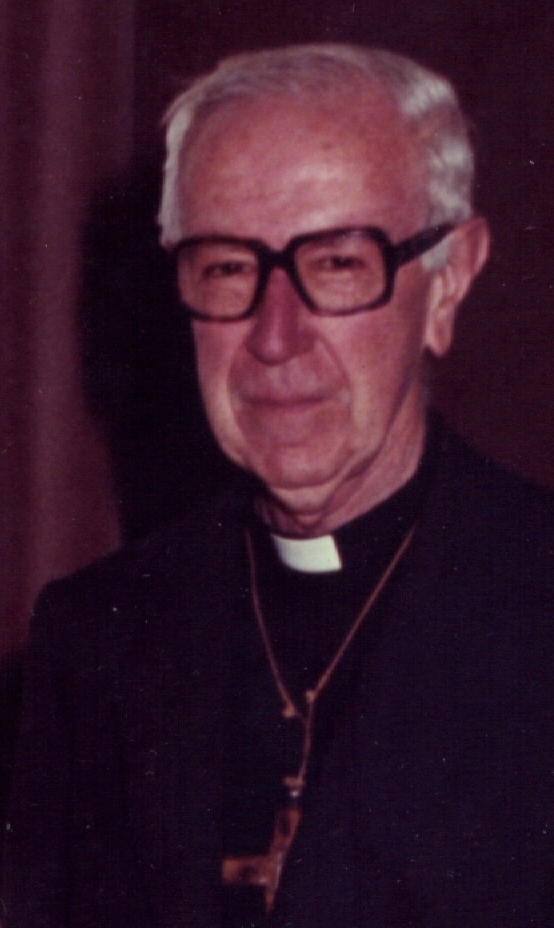
Bischof Marcelo Mendiharat Pommies

Marcelo Mendiharat Pommies (* 2. Mai 1914 in Ostabat-Asme, Frankreich; † 12. Juni 2007 in Montevideo, Uruguay) war ein französischer Geistlicher und Bischof von Salto in Uruguay von 1949 bis 1989.

## Leben
Marcelo Mendiharat Pommies empfing 1945 die Priesterweihe. 1949 wurde er zum Koadjutor und Titularbischof von Zerta ernannt. 1968 wurde er von Paul VI. zum Bischof des Bistums Salto ernannt. 1989 wurde sein altersbedingter Rücktritt angenommen.